# Guayas tartomány

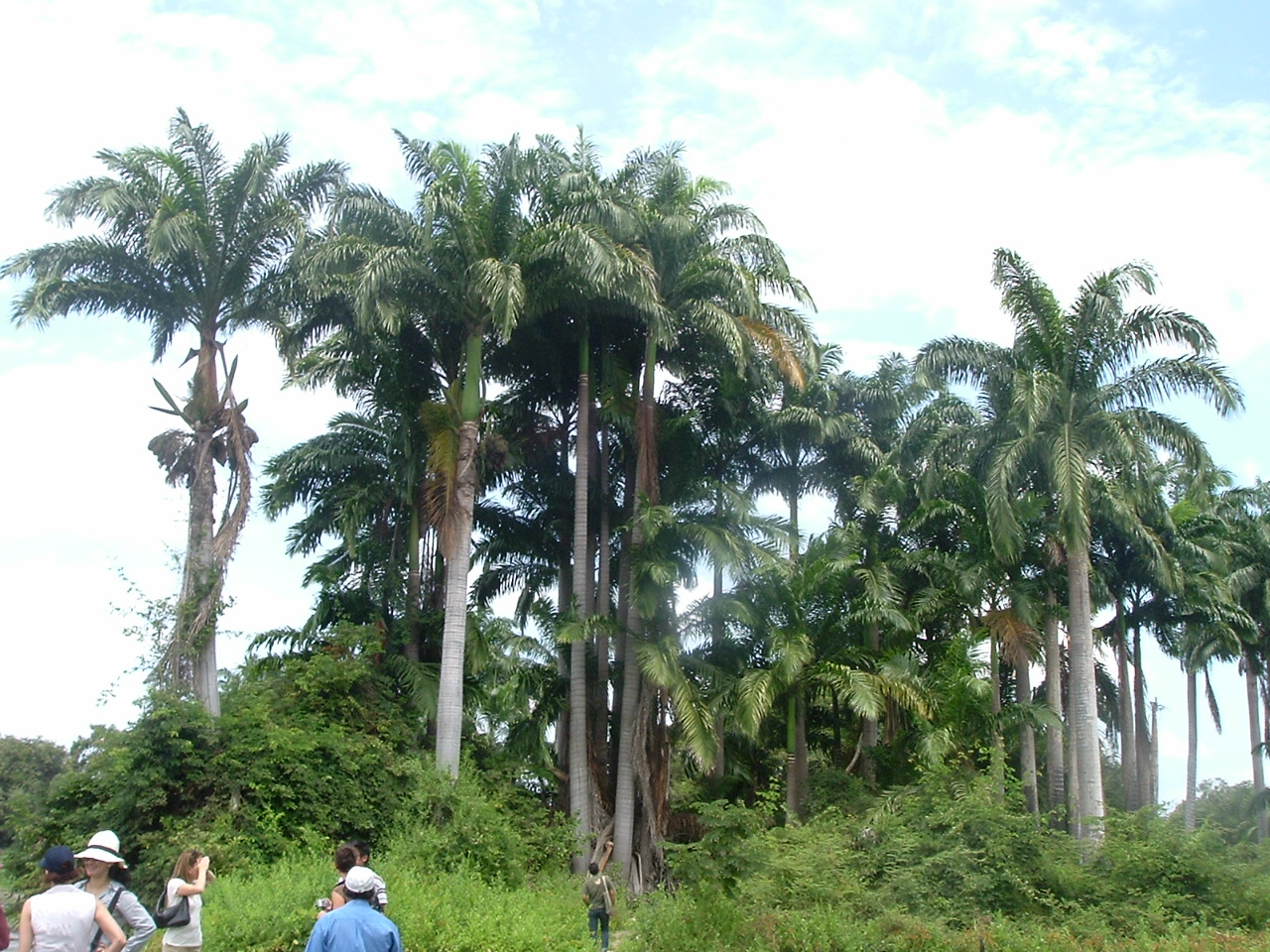
A Santay-sziget pálmafái

Guayas Ecuador partvidéki tartománya. Nyugatról Manabí, Santa Elena és a Csendes-óceán (Guayaquil-öböl), keletről a Los Ríos, Bolívar, Chimborazo, Cañar és Azuay, északról a Los Ríos és Bolívar, délről pedig az El Oro és a Csendes-óceán határolja.
Több mint 3 milliós lakosságával Eucador legnépesebb tartománya, alapterületét tekintve viszont csupán a negyedik az országban. Ecuador legnépesebb városa, Guayaquil a tartomány székhelye.

## Földrajz
Guayas földterülete rendkívül változatos, bár nincsenek igazán szintkülönbségek. A nyugati rész sivatagos, az átlaghőmérséklet 23°C. A keleti területek a Guayas-folyó vízgyűjtő területéhez tartoznak. Ezek esősek, földjük termékeny, legfőképp az északi részeken, ahol az átlaghőmérséklet eléri a 30°C az esős évszakban (december és május között) illetve 25°C a száraz évszakban (június és november között).

### Vízrajz
A tartomány legjelentősebb folyója a Daule-folyó, amely északról érkezik és a Babahoyo-folyóba ömlik, amelyet azután már Guayas-folyónak neveznek. A tartomány a dél-amerikai Andok-hegység legnagyobb gyűjtőmedencéjében fekszik.

### Utak
Guayas országútjainak saját számozása van. Azonban a legtöbb helyi lakos nem ismeri ezeket a jelző számokat, ezért nem is igazán használatosak.
A területen futó tartományközi utak jelölése az országos jelzésrendszer szerint van. A páros számokkal ellátott utak északról keletre, a párosok pedig keletről nyugatra haladnak. Ezek a tartományokat összekötő utak a következők:
- 15 (Vía del Pacífico) - Csendes-óceáni út
- 25 (Troncal de la Costa) - Partvidéki főút
- 40 (Transversal Austral) - Austral átmenőút

## Története

### Bennszülött kultúrák
Guayas ősi kultúrája a Huancavilca kultúra. Közvetlenül Amerika felfedezése előtt a Huancavilca kultúra terjedt el a mai tartomány területén. Ők voltak a mai lakosság nagy részének az ősei.

### Spanyol hódítás és függetlenség
Guayaquil várost 1534. augusztus 14-én alapították (amit egyébként július 25-én ünnepelnek) a spanyol hódítás idején és hamarosan egész Dél-Amerika egyik legfontosabb kikötővárosává vált. Függetlenségét 1820 október 9-én érte el, ekkor még hozzá tartozott a ma Peruhoz tartozó Tumbes, valamint Los Ríos és El Oro. Ezeket a területeket 1860-ban és 1884-ben csatolták el Guayas-tól.

### Urbanizáció
Guayas az ország legnépesebb tartománya. Az elmúlt évtizedekben hatalmas kiáramlás történt a vidéki területekről a nagyobb városokba (főleg Guayaquil-be). Ez gondokat okozott Guayaquil számára, ahol nyomornegyedek alakultak ki, ivóvíz és elektromos áram nélkül.

## Népesség
Guayas az ország legnépesebb tartománya. A 2003-as becslések szerint népessége mintegy 3 360 000 fő volt. A lakosság nagy része mesztic, akik a spanyol és bennszülött emberek leszármazottai, ezen kívül vannak olasz, libanoni és német felmenőkkel bíró lakosok is.

## Közigazgatás
A tartományban 25 kanton van.
| Kanton                           | Népesség (2001) | Terület (km²) | Székhely                                   |
| -------------------------------- | --------------- | ------------- | ------------------------------------------ |
| Alfredo Baquerizo Moreno (Jujan) | 19,982          | 216           | Alfredo Baquerizo Moreno (más néven Jujan) |
| Balao                            | 17,262          | 465           | Balao                                      |
| Balzar (San Jacinto de Balzar)   | 48,470          | 1,173         | Balzar                                     |
| Colimes                          | 21,049          | 758           | Colimes                                    |
| Coronel Marcelino Maridueña      | 11,054          | 255           | Coronel Marcelino Maridueña                |
| Daule                            | 85,148          | 462           | Daule                                      |
| Durán                            | 178,714         | 339           | Durán                                      |
| El Empalme                       | 64,789          | 711           | El Empalme (a.k.a. Velasco Ibarra          |
| El Triunfo                       | 34,117          | 389           | El Triunfo                                 |
| General Antonio Elizalde (Bucay) | 8,696           | 152           | General Antonio Elizalde (a.k.a. Bucay)    |
| Guayaquil                        | 2,039,789       | 5,237         | Guayaquil                                  |
| Isidro Ayora                     | 8,226           | 492           | Isidro Ayora                               |
| Lomas de Sargentillo             | 14,194          | 67            | Lomas de Sargentillo                       |
| Milagro                          | 140,103         | 401           | Milagro                                    |
| Naranjal                         | 53,482          | 2,015         | Naranjal                                   |
| Naranjito                        | 31,756          | 226           | Naranjito                                  |
| Nobol                            | 14,753          | 128           | Nobol (más néven Narcisa de Jesús)         |
| Palestina                        | 14,067          | 194           | Palestina                                  |
| Pedro Carbo                      | 36,711          | 927           | Pedro Carbo                                |
| Playas (General Villamil Playas) | 30,045          | 269           | Playas (a.k.a. General Villamil Playas)    |
| Salitre (korábban Urbina Jado)   | 50,379          | 390           | El Salitre                                 |
| Samborondón                      | 45,476          | 388           | Samborondón                                |
| Santa Lucía                      | 33,868          | 348           | Santa Lucía                                |
| Simón Bolívar                    | 20,385          | 289           | Simón Bolívar                              |
| Yaguachi                         | 47,630          | 512           | Yaguachi (San Jacinto de Yaguachi)         |

## Lásd még
- Ecuador tartományai